# Т-150 (трактор)
Т-150 — сельскохозяйственный энергонасыщенный гусеничный трактор общего назначения, выпускавшийся Харьковским тракторным заводом. Кроме того, выпускается[когда?] максимально унифицированный с ним сельскохозяйственный энергонасыщенный колёсный трактор общего назначения Т-150К. Их отличия заключаются в ходовых системах, механизмах поворота, рамах, коробках передач (унифицированных по элементам) и системах управления.
Создание семейства унифицированных между собой колёсных и гусеничных тракторов оказалось очень сложной задачей. В настоящее время[когда?] по этому пути следует John Deere (например, John Deere 8120 и John Deere 8120T).

## Модификации
- Т-155К — улучшенная военная модификация для инженерных войск и перевозки артиллерии. Подходит для землеройных работ
- Т-156 — фронтальный погрузчик грузоподъёмностью 3 тонны и объёмом ковша 1,5 м3.
- ЛТ-157 — специализированная версия для работы в лесном хозяйстве
- Т-158 — промышленный колёсный трактор для выполнения технологичных и транспортных задач
- Т-150КД — трактор с бульдозерным отвалом.[3]

## Особенности конструкции
На тракторе Т-150 двигатель расположен спереди. К нему крепится муфта сцепления и двухпоточная коробка передач, два выходных вала которой связаны карданными передачами с правой и левой коническими главными передачами, установленными в заднем мосту. Главные передачи соединены с планетарными конечными передачами, на которых установлены звёздочки гусеничных цепей.
Поворот трактора осуществляется двумя способами: кинематическим — включением посредством гидроподжимных муфт разных передач левого и правого бортов, и силовым — уменьшением давления масла в гидроподжимной муфте отстающего борта. Минимальный радиус поворота достигается включением тормоза этого борта после полного отключения гидроподжимной муфты.

### Двигатель
Специально для трактора Т-150 был разработан дизельный двигатель СМД-60. Двигатель шестицилиндровый V-образный, жидкостного охлаждения с турбонаддувом. Эксплуатационная мощность — 150 л. с. Запуск осуществляется пусковым бензиновым двигателем, который, в свою очередь, запускается электростартером.
После прекращения производства двигателя СМД-60 на трактор устанавливается безнаддувный шестицилиндровый V-образный, жидкостного охлаждения двигатель ЯМЗ-236Д3 эксплуатационной мощностью 180 л. с. Запуск электростартерный.

### Трансмиссия
Коробка передач имеет несколько диапазонов (замедленый, рабочий, транспортный и задний ход), в каждом из которых 4 (3) передачи, переключаемые гидроподжимными муфтами без разрыва потока мощности. Диапазоны переключаются при остановке трактора. Кроме того, от коробки передач осуществляется привод вала отбора мощности.

### Кабина
Шумо-, пыле-, виброизолированная, с 2013 г. оборудованная каркасом безопасности.

### Отличия от предшественника, трактораТ-74
1. Повышение мощности двигателя в два раза.
2. Увеличение эксплуатационной массы трактора в полтора раза.
3. Смещение центра тяжести вперёд относительно середины опорной поверхности. Это позволяет при приложении силы тяги выровнять давление по всей длине опорной поверхности гусеничной цепи. Достигается смещение за счёт отделения коробки передач с механизмом поворота от заднего моста и переноса их вперёд к двигателю.

Идея смещения центра тяжести вперёд прослеживается на тракторах типа «Челленджер-65» с 1987 года.
1. Коробка передач обеспечивает внутри диапазона переключение передач без разрыва потока мощности. Левый и правый выходные валы коробки передач снабжены персональными гидроподжимными муфтами, соединяющими эти валы с ведомыми шестернями четырёх (трёх) передач. При переключении передач сначала включается гидроподжимная муфта последующей передачи, затем выключается гидроподжимная муфта предыдущей передачи. Долю секунды обе муфты включены, что и обеспечивает безразрывность переключения.
2. При кинематическом способе поворота обе гусеницы остаются ведущими (активными) и весь вес трактора используется для создания силы тяги.
3. Управление трактором при силовом способе поворота осуществляется рулевым колесом.

#### Преимущества Т-150 по сравнению с предшественником — гусеничным трактором Т-74
- Увеличение производительности тракторного агрегата за счёт работы на повышенных скоростях с большей силой тяги;
- Уменьшение вредного воздействия на грунт (давления и буксования);
- Передача мощности двумя потоками позволила уменьшить нагрузки, повысить долговечность узлов трансмиссии, уменьшить её габариты и увеличить дорожный просвет;
- Улучшение условий труда.

### Сравнение с трактором Т-150К

#### Недостатки
- Запрет на движение по дорогам общего пользования с твёрдым покрытием
- Трудности при агрегатировании с тяжёлыми навесными орудиями из-за короткой базы
- Низкие транспортные скорости
- Повышенный износ гусеничной цепи в сопряжении палец-проушина

#### Достоинства
- Уменьшение вредного воздействия на грунт: удельного давления в два раза, буксования -в три раза
- Увеличение тягового усилия на 20-30 %
- Повышение производительности тракторного агрегата
- Снижение расхода топлива на 10 %
- Повышение безопасности труда